# Neue Deutsche Heilkunde
Neue Deutsche Heilkunde bezeichnet ein heilkundliches Konzept im Nationalsozialismus, welches die sogenannte Schulmedizin und als „biologische Heilverfahren“ bezeichnete Außenseiterverfahren zusammenbringen sollte, auf seit Mitte der 1920er Jahre bestehenden Bestrebungen nach einem einheitlichen, naturwissenschaftlich fundierte Medizin und erfahrungsbegründetes Laienwissen wieder verbindendem ärztlichen Weltbild beruht und das ab 1933 im Rahmen der nationalsozialistischen Gesundheitspolitik unter Leitung des „Reichsärzteführers“ Gerhard Wagner entwickelt wurde. Wesentliche Elemente waren die Propagierung eines neuen Arztbildes, die Kritik an einer rein naturwissenschaftlichen Medizin, die Förderung einer „biologischen Medizin“ unter Bezugnahme auf die Volks- und Naturheilkunde, und unter Heranziehung der damaligen Rassenhygiene die Betonung der (nationalsozialistischen) „Volksgesundheit“ gegenüber der Gesundheit des Individuums, Prävention, eine heroisch-asketische Lebensauffassung sowie eine radikale Kostendämpfung durch Rückgriff auf die landeseigene Materia medica.
Gefördert wurde die Neue Deutsche Heilkunde unter anderem von Julius Streicher, Rudolf Heß und Heinrich Himmler.

## „Krise der Medizin“
„Neue Deutsche Heilkunde“ nahm den Begriff „Neue Deutsche Heilkunst“ auf, der um 1929 erstmals aufgetaucht war. Der naturheilkundlich tätige Arzt Karl Strünckmann hatte damit ein stark völkisch-nationales Element in die Diskussion um die seit Mitte der 1920er Jahre, auch unter Einfluss der Schriften von Erwin Liek beschworene „Krise der Medizin“ (auch „Krise in der Medizin“) eingebracht: „Es ist mein Glaube, daß das deutsche Volk berufen ist, nach und nach eine ganz neue, rein deutsche Heilkunst zu entwickeln. Diese deutsche Heilkunst der Zukunft wird dann Tatsache geworden sein, wenn das Heilwissen der Heilpraktiker und das Heilwissen der Schulmediziner eine neue Synthese eingegangen sind.“
Die Debatte um die „Krise der Medizin“ umfasste einerseits die Kritik an einer „Entseelung der Medizin“ durch eine angeblich vorherrschende mechanistische Betrachtungsweise der Schulmedizin, die nur naturwissenschaftliche Erkenntnisse zuließ. Darüber hinaus wurden mit diesem Schlagwort andere Erscheinungen belegt, etwa die von vielen Ärzten als bedrohlich erlebte Krise des Ärztestandes, für die unter anderem das Sozialversicherungssystem verantwortlich gemacht wurde. Schließlich wurde eine Vertrauenskrise beschrieben, die sich in der zunehmenden Hinwendung von Patienten zu nichtapprobierten Heilern ausdrückte. Nach allerdings kaum zuverlässigen Schätzungen ließen sich Ende der 1920er Jahre über die Hälfte aller Deutschen von Nichtärzten behandeln.

## Erste Schritte nationalsozialistischer Gesundheitspolitik
Der Nationalsozialismus stand der Naturheilkunde (unter anderem der Phytotherapie) und der Volksmedizin positiv gegenüber. Neben den Vorwürfen, die schon aus der Diskussion um die „Krise der Medizin“ bekannt waren, kritisierten Nationalsozialisten an der Schulmedizin, dass sie „jüdisch-marxistisch durchsetzt“, zu stark sozialmedizinisch orientiert und zu therapiefreudig sei. Die „Neue Deutsche Heilkunde“ sollte sich der Vorsorge des „Volkskörpers“ stärker als der Fürsorge für das Individuum widmen und sich mit Unterstützung durch die naturheilkundliche Laienbewegung zu einer alles umfassenden „Gesundheitsführung“ entwickeln, die auch die Verbreitung „rassenhygienischen“ und erbbiologischen Denkens umfasste. Der Arzt sollte „Gesundheitsführer des deutschen Volkes“ werden und „als biologischer Soldat seines Standes um die Gesundheit seines Volkes kämpfen“. Voraussetzung dafür, dass die Ärzteschaft die ihr zugedachte führende Rolle in der Gesundheitspolitik übernehmen konnte, war jedoch die Wiederherstellung des Vertrauens der Bevölkerung. Hierzu sollte eine „Synthese“ aus Schulmedizin und Naturheilkunde sowie anderen alternativen Heilsystemen beitragen. Damit sollten die nichtärztlichen Heilbehandler überflüssig und als Konkurrenten der Schulmediziner ausgeschaltet werden.
Der Reichsärzteführer Wagner veröffentlichte im Oktober 1933 im Deutschen Ärzteblatt einen Aufruf „An alle Ärzte Deutschlands, die sich mit biologischen Heilverfahren befassen“, in dem er schrieb, dass es Heilmethoden gebe, die nicht im Einklang mit der Schulmedizin stünden, aber dennoch Erfolge aufweisen würden und die der an der Universität gelehrten Medizin häufig sogar überlegen seien. Der Aufruf wurde von Vertretern der angesprochenen Gruppen mit freudigen Ergebenheitsadressen begrüßt. Im November 1933 kündigte Wagner an, man wolle eine „Reichsarbeitsgemeinschaft der biologischen und Naturheilärzte“ einrichten. Bis zur Verwirklichung eines solchen Zusammenschlusses vergingen aber noch fast zwei Jahre. Einer der Gründe für die Verzögerung lag darin, dass zunächst sogenannte jüdisch-marxistische Elemente auch aus den Reihen der Ärzte, die biologische Heilverfahren anwendeten, entfernt werden sollten. Weitere Gründe lagen in aufbrechenden Auseinandersetzungen in und zwischen den angesprochenen Verbänden.

## Reichsarbeitsgemeinschaft für eine Neue Deutsche Heilkunde
Am 25. Mai 1935 wurde schließlich in Nürnberg die „Reichsarbeitsgemeinschaft für eine Neue Deutsche Heilkunde“, die im Rahmen seiner Dissertation von Alfred Haug 1983 eingehender betrachtet wurde, als Zusammenschluss folgender Verbände gegründet: Deutsche Allgemeine Gesellschaft für Psychotherapie, Deutsche Gesellschaft für Bäder- und Klimakunde, Deutscher Zentralverein homöopathischer Ärzte, Kneipp-Ärztebund, Reichsverband der Naturärzte, Reichsverband Deutscher Privatkrankenanstalten und Vereinigung anthroposophischer Ärzte. Leiter war Karl Kötschau, Geschäftsführer Oskar Väth, der Leiter des Reichsverbands der Naturärzte. Die Ziele des Verbandes begründete Alfred Brauchle. Die Reichsarbeitsgemeinschaft wurde schon Anfang 1937 wieder aufgelöst. Spätestens mit der Verkündung des Vierjahresplanes im Jahr 1936, der der Kriegsvorbereitung dienen sollte, hatte die naturwissenschaftliche Richtung in der Medizin wieder Aufwind bekommen. Daneben führte die Unvereinbarkeit der zur Vereinigung vorgesehenen Gruppierungen dazu, dass die Reichsarbeitsgemeinschaft nicht in der Lage war, die „ideologische Durchdringung“ der Ärzteschaft im erwarteten Maß zu erreichen.
1936 schrieb der im Kneipp-Kurort Bad Wörishofen tätige Kurarzt Wilhelm Spengler: „Die Neue Deutsche Heilkunde ist deutsch, d. h. herb, heldisch, voll Willenstärke und Gewissen, Gemüt und Seele“ und nannte als einziges und höchstes Ziel „des deutschen Volkes Gesundung durch Abhärtung und Genügsamkeit“.
Bis 1941 blieb dagegen ein Zusammenschluss der Laienverbände bestehen, der 1935 als „Reichsarbeitsgemeinschaft der Verbände für naturgemäße Lebens- und Heilweisen“ gegründet worden war. Ihr Leiter war Georg Gustav Wegener. Die Gleichschaltung erfolgte hier ohne bemerkenswerten Widerstand. Schließlich wurde auch dieser Dachverband aufgelöst und durch den „Deutschen Volksgesundheitsbund“ ersetzt.